# Юго-западная подвязочная змея
Юго-западная подвязочная змея (лат. Thamnophis radix) — вид змей из подсемейства ужовых семейства ужеобразных. Распространён на юге центральной Канады и в центральных штатах США. Во многих частях своего широкого ареала является обычным видом. Обитает вблизи водоёмов. Питается различными наземными позвоночными. Живородящий вид. Ближайшие родственники — Thamnophis brachystoma и Thamnophis butleri.

## Таксономия
Описан в 1853 году С. Ф. Бэрдом и Ш. Ф. Жираром под названием Eutainia radix. Видовое название radix (с лат. — «корень»), возможно, отсылает к названию реки Рут, протекающей рядом с городом Расин, являющимся типовой территорией вида. Подвиды не выделяются.

## Внешний вид
Средних размеров змея общей длиной до 109,5 см. Длина тела без хвоста у взрослых самок достигает 35—86,5 см (в среднем 60,75 см), а у самцов — 32,5—65,8 (в среднем 49,15 см). Голова относительно короткая, хорошо отграничена от шеи. Сверху она покрыта межчелюстным, двумя межносовыми, двумя предлобными, одним лобным, расположенным посередине, двумя надглазничными по бокам от него и двумя теменными щитками. По бокам головы имеется по два носовых, одному (редко два) скуловому, широко касающемуся второго верхнегубного, одному (редко два) предглазничному, три (редко одному или два) заглазничных, 7—8 (редко 6) верхнегубных и 9—10 (редко 8 или 11) нижнегубных щитков. Нижнечелюстных щитков две пары, причём щитки первой пары широко касаются друг друга, а щитки второй крупнее первых. Туловище посередине покрыто 21 рядом чешуй с выраженными рёбрышками. К заднему концу количество рядов сокращается до 17. Передний конец туловища покрыт как правило 21 рядом, реже 19 или 23. У самцов имеется 138—175 (в среднем 156,6) брюшных и 64—88 (в среднем 76) подвостовых щитков, а у самок 135—174 (в среднем 154,5) брюшных и 54—74 (в среднем 64) подвостовых.
Окраска тела разнообразная. Основной фон варьирует от чёрного или серого до тёмно-коричневого или оливкового. Вдоль хребта проходит жёлтая, оранжеватая или оранжевая полоса. Параллельно ей по бокам тянутся желтовато-серые или синевато-кремовые полосы, расположенные на третьем и четвёртом рядах чешуй. Над боковыми полосами проходит два ряда тёмных пятен, а под ними — ещё один ряд. Голова сверху как правило тёмная, с двумя маленькими бледными пятнами на теменных щитках. Верхнегубные щитки жёлтые или кремовые с тёмной окантовкой. Брюхо от жёлтого до зеленоватого, часто с тёмными пятнами по краям.

### Отличия от сходных видов
От всех остальных подвязочных змей, обитающих совместно, отличается положением боковых полос на третьем и четвёртом рядах щитков, 21 рядом щитков вокруг середины тела, не более 27 чем зубами на верхнечелюстной кости, а также выраженными рёбрышками на туловищных чешуях.

## Ареал
Распространена в Канаде и Соединённых Штатах Америки от южных частей Альберты, Саскачевана и Манитобы на юг через Великие равнины до северо-востока Нью-Мексико, северного Техаса и северной Оклахомы, а на восток до северного и центрального Иллинойса и северной Индианы. Имеются также изолированные реликтовые популяции на севере Огайо и на границе Иллинойса и Миссури. Обитает на высотах от 120 до 2290 м над уровнем моря, хотя обычно не поднимается выше 1830 м.

## Образ жизни
Обитает вблизи прудов, болот, озёр, ручьёв и рек, как правило в прериях и сельскохозяйственных угодьях, но также встречается в сосново-можжевельниковых сообществах. Ведёт одиночный образ жизни, объединяясь в группы только во время размножения и зимовок.
Период активности длится с позднего марта или раннего апреля позднего октября или раннего ноября. В более северных частях ареала этот период меньше. Зимует в норах грызунов и раков, трещинах, муравейниках, старых колодцах, пустотах под бетоном, иногда под водой.
В течение суток активен в дневное время при температуре воздуха 21—29°, но если она превышает 31°, активность сменяется на ночную. Большую часть времени занимают небольшие индивидуальные участки, перемещаясь в течение года не более чем на 76 м. Для вида, по-видимому, характерен хоминг: в исследовании Seibert and Hagen 1947 года 13 из 32 особей, выпущенных на значительном расстоянии от места поимки, вернулись туда в течение 70 дней.

## Размножение и развитие

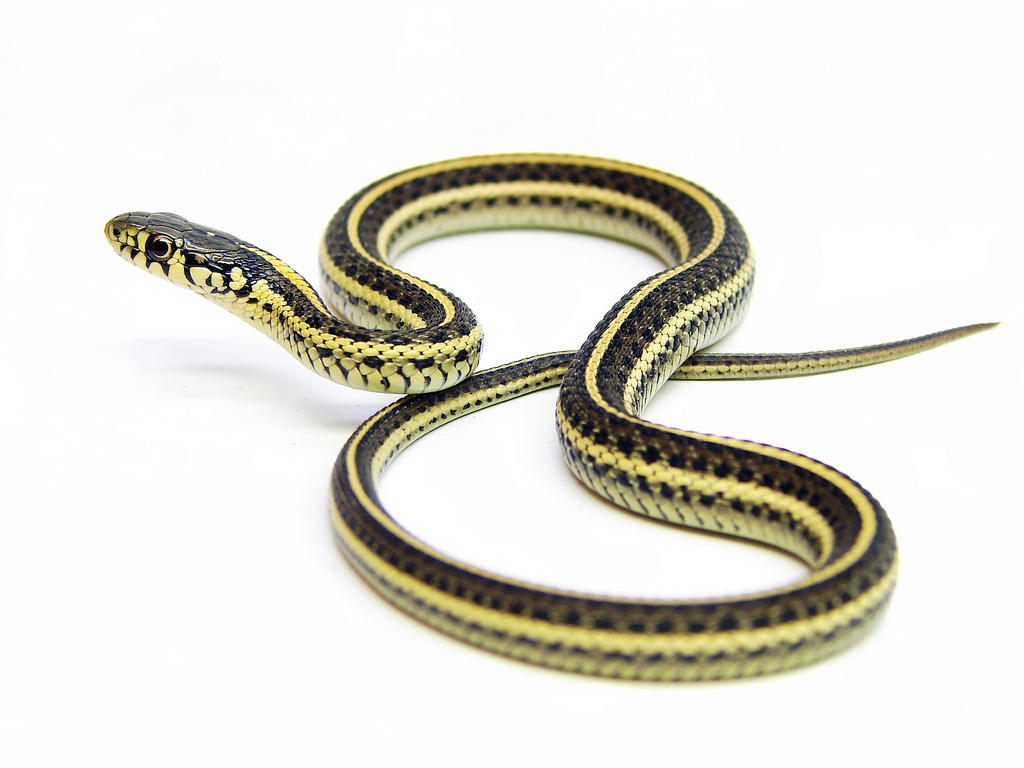
Ювенильная особь

Самки достигают половой зрелости в 2—3 года. Сперматогенез проходит поздним летом или ранней осенью. Спаривание обычно происходит после выхода из спячки в апреле или мае. Самцы предположительно находят самок по следу из феромонов, выделяемых кожей на спине, чему способствует линька. За одной самкой может ухаживать несколько самцов. При этом они ползаю вдоль неё, извивая туловище, надавливают на самку мордой, часто касаются её спины языком и иногда сокращают мышцы в задней части тела. Если самка готова, она поднимает хвост, и начинается спаривание, в котором могут участвовать несколько самцов или самок. Для предотвращения оплодотворения другими самцами самец может оставить в половых путях самки семенную пробку. Известны также случаи партеногенеза.
Детёныши рождаются на свет с позднего июня или июля до сентября. По оценке на основе размеров новорождённых змей и абсолютной скорости роста, период развития составляет около 83—102 дней. Самки рождают от пяти до 60 детёнышей, но обычно их число лежит в пределах 10—20. Возможно, в северных частях ареала число детёнышей выше, чем в южных. Молодые змеи рождаются с длиной тела 11,9—24,1 см и массой 0,93—2,48 г. У новорождённых особей между 124-м и 150-м брюшным щитком у самок и между 133-м и 150-м у самцов лежит пуп, который зарастает в течение 72—110 часов после рождения. В первый год жизни они растут со скоростью около 1,1 см в неделю, но затем рост замедляется. В условиях неволи была зарегистрирована продолжительность жизни 8 лет, пять месяцев и три дня.

## Питание
Питается мелкими земноводными и их личинками (в том числе американской жабой, квакшами, леопардовой лягушкой, Acris crepitans, Anaxyrus cognatus, Pseudacris triseriata, Lithobates blairi, и различными хвостатыми земноводными), рыбами (обыкновенной гамбузией, Chrosomus erythrogaster, Pimephales notatus), птицами (береговушкой, восточным луговым трупиалом), мелкими грызунами, пиявками, земляными червями и прямокрылыми насекомыми. Добычу ищет, полагаясь на обоняние до того момента, как увидит, после чего стремительно ползёт к ней и хватает челюстями.

## Естественные враги
Юго-западную подвязочную змею могут поедать хищные птицы (красноплечий и свенсонов канюки, воробьиная пустельга, полевой лунь), лисицы, койот, полосатый скунс, американская норка, домашняя кошка, возможно виргинский опоссум, поперечнополосатая королевская змея. Кроме того, вид может уничтожаться людьми автомобилями, газонокосилками и разрушением мест обитания. По сравнению с обыкновенной подвязочной змеёй, юго-западная считается более спокойной, но для защиты может кусаются, выделять пахучую жидкость или опорожнять кишечник на хищников. При этом клоакальные железы самок значительно больше, чем у самцов.

## Популяционная биология и природоохранный статус
Во многих частях ареала является обычным видом. Точная численность взрослых особей неизвестна, однако по мнению автора видового очерка в Красном списке МСОП американского герпетолога Джеффри Хэммерсона явно превышает 100 000 особей. В исследовании Seibert and Hagen 1947 года сообщалось о соотношении самцов и самок в Иллинойсе 75 к 100, а в исследовании Reichenbach and Dalrymple 1986 года в Огайо — 1:1. Хорошо приспособлен к изменению мест обитания. Несмотря на высокую смертность на дорогах, серьёзные угрозы существования вида отсутствуют. В связи с этим МСОП отнёс его к категории вызывающих наименьшие опасения.

## Генетика и эволюция
Кариотип представлен диплоидным набором из 36 макрохромосом. Для вида характерно ZW-определение пола, при этом Z-хромосома самок субметацентрическая, а W-хромосома — акроцентрическая. Согласно молекулярно-генетическим данным, является сестринским таксоном по отношению к кладе, включающей Thamnophis brachystoma и Thamnophis butleri. Ископаемые остатки известны со среднего плиоцена.